# Carex jankowskii
Carex jankowskii är en halvgräsart som beskrevs av Boris Nikolaevich Gorodkov. Carex jankowskii ingår i släktet starrar, och familjen halvgräs. Inga underarter finns listade i Catalogue of Life.